# 別本八重葎
別本八重葎（べっぽんやえむぐら）は擬古物語の一つ。作者不詳。
成立年代は不明で、鎌倉時代の成立とする説もある一方江戸時代成立とする説もある。『源氏物語』「蓬生」巻のパロディで、内容は末摘花を思わせる姫君が、須磨から帰京した光源氏の訪問を受けるが、その正体は狐などの妖怪が化けた姿だったというものである。

## 粗筋
男君（源氏）の訪れを待つ姫君は、侍女たちを話し相手に暮らしていた。秋の長雨の晴れ間に、姫君たちが月を見て歌を詠んでいると、空模様が一変して気味の悪い夜となり、姫君は熱を出して臥せってしまう。そこへ源氏（実は源氏に化けた狐）が姫君を訪れて姫君に歌を贈る。
翌日、姫君を訪ねてきた山の阿闍梨は妖怪の気配を感じ取り、松の古木にいる狐の仕業だと判断する。その後、帰京した源氏（実は狐）が姫君を訪れたが、童が連れていた犬に吼えられて逃げ失せる。